# Ципіна Ірина Володимирівна

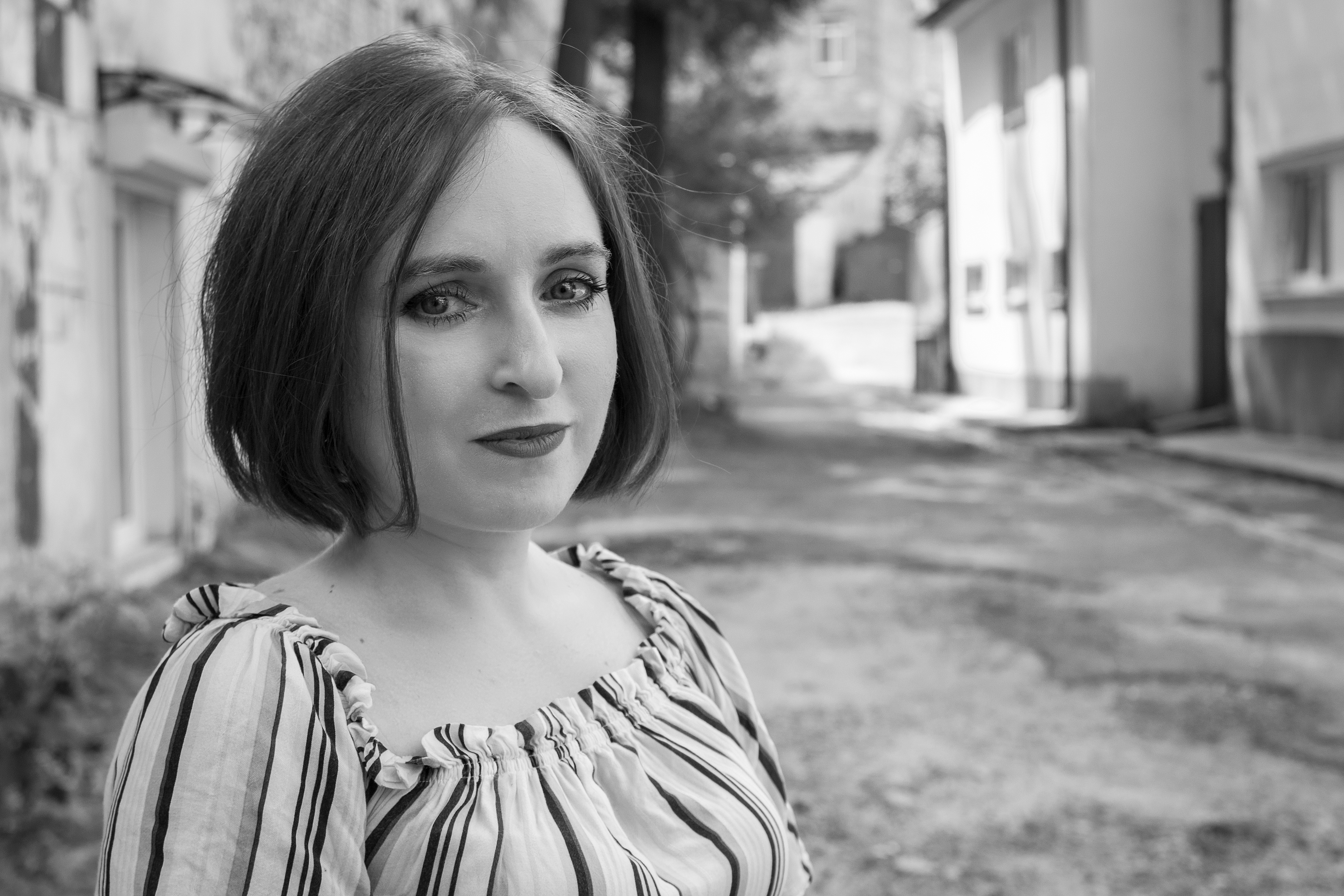

Ципіна Ірина Володимирівна — український театральний режисер.

## Життєпис
Ципіна Ірина Володимирівна народилась 30 серпня 1982 р. в м. Харків, Україна.
Батько — вчитель географії, мати — редактор. В дитинстві займалась музикою (гра на фортепіано), фігурним катанням, тенісом, проте найбільше захопилась хореографією. В шкільні роки танцювала в ансамблі народного танцю «Промінь» при Будинку культури «Металіст» (зараз — ансамбль танцю «Мрія»).
У 2003 р. закінчила Харківський національний університет мистецтв імені Івана Котляревського, кафедра майстерності актора та режисури театру анімації, курс заслуженого діяча мистецтв України Олександра Олександровича Інюточкіна.
З 2001 по 2004 р. була актрисою приватного театру «Сан-Сан-театр», створеного Олександром Інюточкіним на базі курсу.
З 2005 по 2013 р. працювала викладачем майстерності актора у Харківському національному університеті ім. І. П. Котляревського.
У 2012 р. разом зі студентами та однокурсниками створила приватний театр «ПТАХ», з якого почався шлях Ципіної І. В. — режисера. Знаковою роботою для театру стала вистава «Янголи так поруч», яка складалася з коротких історій про кохання. З цією виставою театр взяв участь в низці театральних фестивалів, зокрема став спеціально запрошеним іноземним театром на фестиваль Klapps (Аугсбург, Німеччина), а також здобули приз за найкращу виставу для дітей на Всесвітньому фестивалі театрів ляльок World Puppet Carnival (Джакарта, Індонезія).
Перемога на фестивалі зіграла ключову роль у подальшому розвитку кар'єри І. Ципіної. Вже на фестивалі вона отримала ряд запрошень здійснити постановку вистави. Так з'явились вистави в Брестському театрі ляльок та у Незалежному театрі Tuuleveski (Естонія).
У 2015—2016 роках працювала режисером-постановником у Гомельському театрі ляльок.
Через ідейні розбіжності із керівництвом театру звільнилась та повернулась до України. В Україні продовжила активну режисерську діяльність. Створила ряд вистав в театрах Львова, Одеси, Чернігова, Полтави, Дніпра.
У 2020 році виграла конкурс на посаду режисера-постановника в Перший український театр для дітей та юнацтва, де працює до тепер. Разом з тим створює вистави в інших театрах як запрошений режисер.
У 2021 році стала ініціатором фестивалю Сценічного мистецтва для молодої аудиторії «СТРУС», який проходить що два роки у Першому театрі.

## Вистави
1. «Янголи так поруч», театр «Птах»
2. «Як це роблять в Одесі» за мотивами «Одеських оповідань» І. Бабеля.
3. «Домовик Кузя та ін.» за мотивами казок Р. Олександрової, театр «Птах»
4. «Кошеня на снігу» за п'єсою К. Мєшкова, театр «Птах»
5. «Привид замку Кентервіль» за мотивами повісті О. Уайльда «Кентервільський привид», Брестський обласний театр ляльок (Білорусь).
6. «Як Яагуп Смерть обдурив» за мотивами естонських народних казок, театр ляльок «Туулєвєскі», м. Кохтла-Ярве, Естонія
7. «Одне цілком щасливе село» за повістю Б. Вахтіна, ТЗУ "Гомельський державний театр ляльок (Білорусь).
8. «Гутаперчевий хлопчик» за повістю Д. Григоровича, Брестський обласний театр ляльок (Білорусь).
9. «Коли я стану хмаркою» за повістю Я. Корчака «Король Матіуш Перший», ТЗУ "Гомельський державний театр ляльок (Білорусь).
10. «Мері  Поппінс»  за  повістю  П.  Л.  Треверс, Чернігівський обласний театр ляльок.
11. «Як це роблять в Одесі» за мотивами оповідань І.  Бабеля, друга  редакція, Народний  театр «Театроманія», м. Маріуполь.
12. «Аліса»  за  мотивами  творів  Л.  Керола, Перший театр, м. Львів.
13. «Віддзеркалення.  Шагал»  за  п'єсою  В.  Тужиної, Одеський академічний театр ляльок.
14. «Мій  дідусь  був  вишнею»  за  повістю  А.  Нанетті, Полтавський академічний театр ляльок.
15. «Мері  Поппінс»  за  повістю  П.  Л.  Треверс,  2-га редакція, Дніпровський молодіжний театр.
16. «Пливе  човен»  за  п'єсою  М.  Кропивницького, Перший театр, м. Львів.
17. «Клубок  казок»  за  п'єсою  М.  Гурин  за  мотивами українських народних казок, Одеський театр юного
18. глядача ім. Ю. Олєши.
19. «Безталанна/ний»  за  п'єсою  І.  Карпенка-Карого, Перший театр, м. Львів.
20. «Кольори» за п'єсою П. Ар'є, Перший театр, м. Львів.
21. «Вертеп»  за  п'єсою  М.  Гурин  на  основі Сокиринського  вертепу, Перший  театр, м.  Львів
22. «Клубок  казок»  за  п'єсою  М.  Гурин  за  мотивами українських народних казок, Teatrul Gong (м. Сібіу, Румунія)..
23. «Я Батурин»  за  драматично  поемою  О.  Бабій, Вільний театр «ОКО», м. Львів
24. «Листоноші святого Миколая» за п'єсою М. Гурин, Донецький академічний драматичний театр м. Маріуполь (м. Ужгород)
25. «Кохати»  за  п'єсою  Крісто  Шагора, Вільний  театр «ОКО», м. Львів.

## Нагороди
- «World Puppet Carnival» (м. Джакарта, Індонезія), вистава «Янголи так поруч», приз за кращу дитячу виставу, 2013 р.[3]
- Міні-фестиваль Британської драми «Taking the Stage» (м. Київ, Україні, 2018 р.), показ ескізу вистави «Аліса» (за мотивами творів Люіса Керола «Аліса в Дивокраї» та «Аліса в Задзеркальній країні») із Першим театром для дітей та юнацтва, м. Львів — переможець.[6]
- Фестиваль-премія «ГРА» (Україна), вистава «Аліса», 2020 р. — звання лауреата «Найкраща вистава для дітей».[7]
- Онлайн-фестиваль «TheatreDay» (Україна), вистава «Аліса», 2021 р. — диплом за кращу режисуру, за краще художнє оформлення, за краще музичне оформлення, за кращу хореографію / пластику, за кращу головну роль.
- «Прем'єри сезону» (Україна), вистава «Мій дідусь був вишнею», 2021 р. — дипломи лауреата «Найкраща вистава для дітей шкільного віку», «Найкраща музика до вистави», дипломи номінанта «Краща режисура», «Краща чоловіча роль», «Краща жіноча роль».
- «СТРУС» (Україна), вистава «Мій дідусь був вишнею», лауреат третьої премії, 2021 р.
- Премія імені Лесі Українки за виставу «Пливе човен», 2023 р.
- Лонг-лист фестиваля-премії «ГРА» з виставою «Пливе човен», 2023 р.